# Alan Lyell
Alan Lyell (* 4. November 1917 in Britisch-Indien; † 2. November 2007) war ein schottischer Hautarzt. Nach Alan Lyell ist das Lyell-Syndrom benannt.

## Leben
Alan Lyell wurde als Sohn eines britischen Offiziers in Indien geboren. Nach seiner Geburt starb Lyells Mutter am Kindbettfieber. Er studierte am Pembroke College der Universität Cambridge und während des Zweiten Weltkrieges am St.-Thomas's-Hospital in London. Ab 1942 war er in einem Militärlazarett tätig und nahm 1944 am D-Day als medizinischer Offizier eines Regiments teil. Er schied bereits 1944 nach einer Knieverletzung durch sogenanntes Friendly Fire aus dem Militärdienst wieder aus.
Ab 1946 spezialisierte er sich auf Dermatologie. Er arbeitete zunächst wieder am St.-Thomas's-Hospital, dann am Addenbrooke's Hospital in Cambridge und schließlich am Royal Infirmary of Edinburgh unter dem Professor für Dermatologie G. H. Percival. Ab 1951 war er Mitglied des Royal College of Physicians der Universität Edinburgh und ab 1962 Fellow des College. An die Tätigkeit bei Professor Percival schloss sich eine Tätigkeit in Aberdeen an. 1962 wechselte er schließlich nach Glasgow, wo er Leiter der Dermatologie-Abteilung der Glasgow Royal Infirmary wurde. Während der Zeit in Glasgow wurde er wegen seiner Forschungen an dem nach ihm benannten Syndrom bekannt.
Ab den 1970ern zog er sich wegen der Verschlechterung der medizinischen Versorgung in Großbritannien zurück. Er konnte noch die Gründung einer neuen Abteilung für Dermatologie anstoßen, das heute sogenannte Alan Lyell Centre.